# Solanum pimpinelloides
Solanum pimpinelloides là loài thực vật có hoa trong họ Cà. Loài này được Hill. miêu tả khoa học đầu tiên năm 1765.